# Emily Nussbaum
Emily Nussbaum (20 febbraio 1966) è una critica televisiva statunitense.
Ha lavorato come critica televisiva per il New Yorker dal 2011 al 2019. Nel 2016 ha vinto il Premio Pulitzer per la critica.

## Biografia
Cresciuta a Scarsdale, New York, si è laureata all'Oberlin College nel 1988. Ha poi conseguito un master in poesia all'Università di New York.
Nel 2011 è diventata critico televisivo del New Yorker, subentrando a Nancy Franklin. Ha vinto il National Magazine Award for Columns and Commentary nel 2014 e il Premio Pulitzer per il miglior giornalismo di critica nel 2016.